# Grand Prix de Mérano

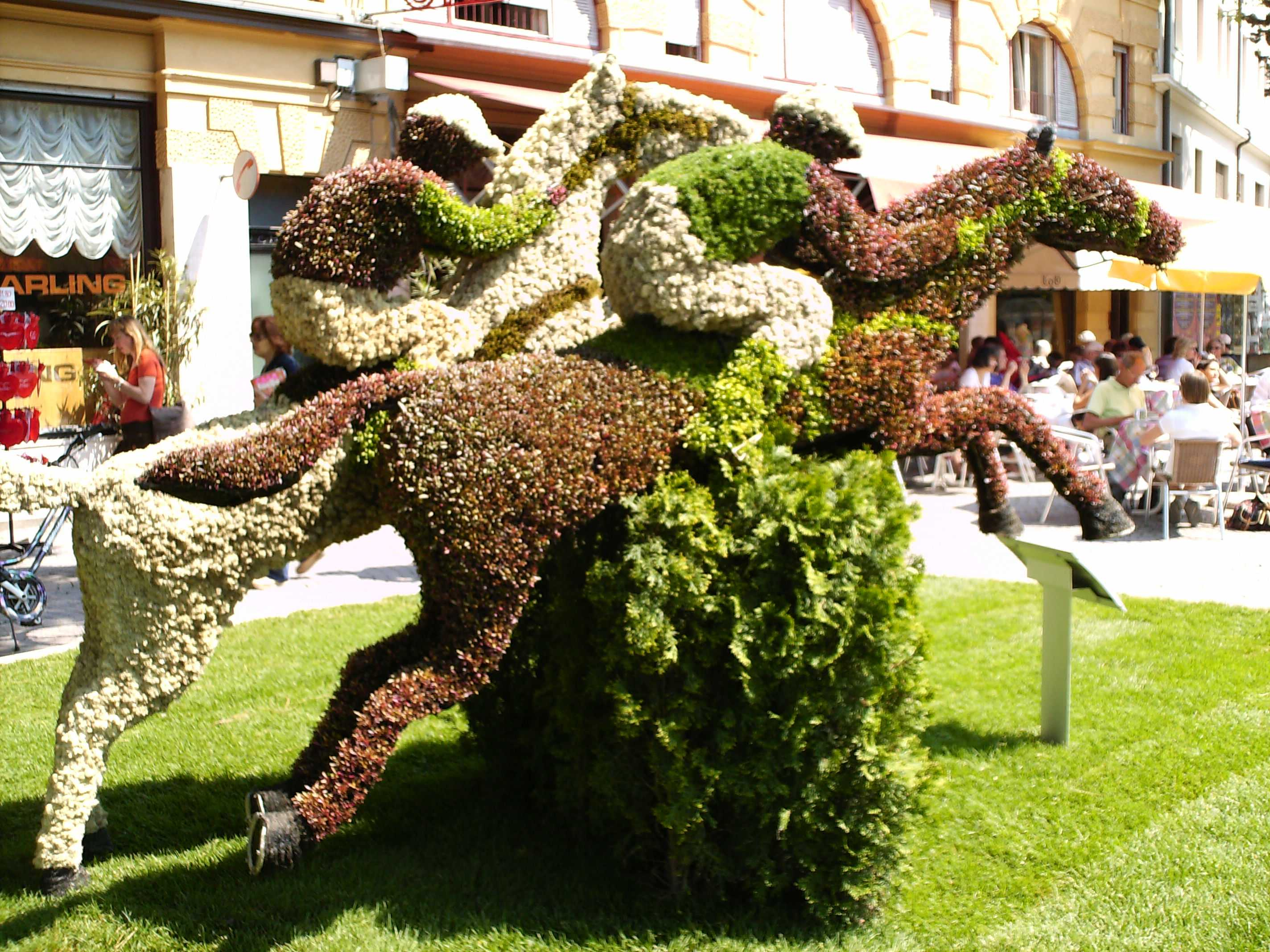
Monument devant l'entrée de l'hippodrome de Mérano (Italie)

Le Grand Prix de Mérano est une course hippique de steeple-chase se déroulant au mois de septembre sur l'Hippodrome de Maia, Mérano (Italie).
C'est une course internationale de Groupe I réservée aux chevaux de 4 ans et plus.
Elle se court sur la distance de 5 000 mètres, pour une allocation 2018 de 250 000 €. La première édition eut lieu en 1935.

## Palmarès depuis 2000
| Année | Cheval         | Driver                |
| 2011  | Chercheur d'Or | James Reveley         |
| 2010  | Rigoureux      | James Reveley         |
| 2009  | Sharstar       | Raffaele Romano       |
| 2008  | Sharstar       | Raffaele Romano       |
| 2007  | Halling Joy    | Raffaele Romano       |
| 2006  | Kolorado       | Dirk Fuhrmann         |
| 2005  | Rosenbrief     | Thierry Steeger       |
| 2004  | Masini         | James Vincent Crowley |
| 2003  | Tempo d'Or     | Benoît Gicquel        |
| 2002  | Present bleu   | Benoît Delo           |
| 2001  | Scaligero      | Dirk Fuhrmann         |
| 2000  | Grey Jack      | Christophe Pieux      |

## Records
- 1er vainqueur: Roi de Trèfle
- Plus grand nombre de victoires pour un cheval: 3 (Or Jack)
- Plus grand nombre de victoires pour un jockey: 4 (Christophe Pieux)